# Villa d'Este (lac de Côme)
Pour les articles homonymes, voir Villa d'Este (homonymie).
La villa d'Este est un palais Renaissance du XVIe siècle et un jardin à l'italienne de 25 hectares, devenu palace depuis 1873. Construit au bord du lac de Côme, à Cernobbio en Lombardie en Italie, il fait partie des somptueuses villas italiennes du bord du lac, avec les villa Olmo, villa Balbianello, villa Carlotta, villa Erba et villa Melzi.

## Historique
En 1442, un couvent de religieuses est fondé au bord du lac, par l'évêque de Côme Gerardo Landriani Capitani.

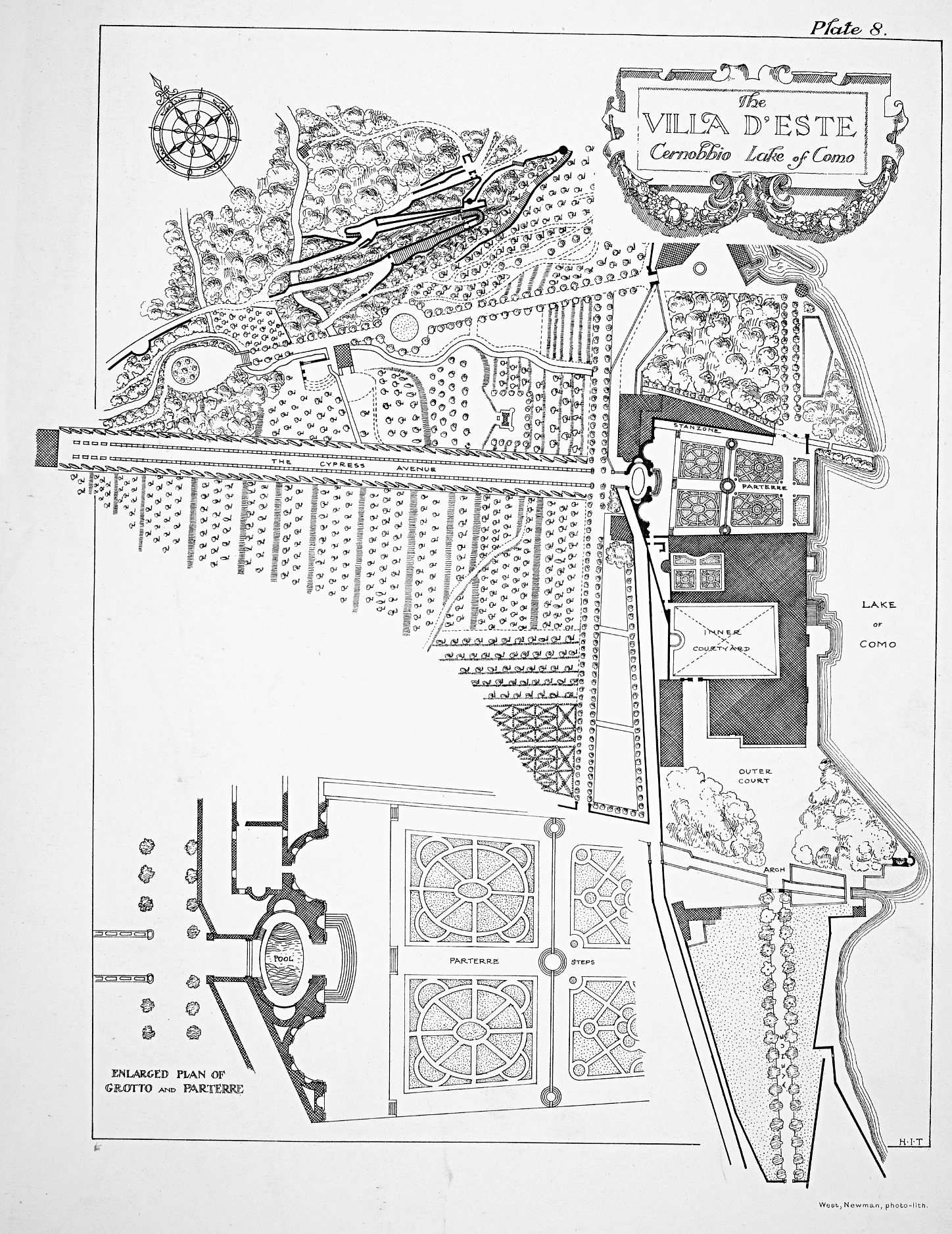
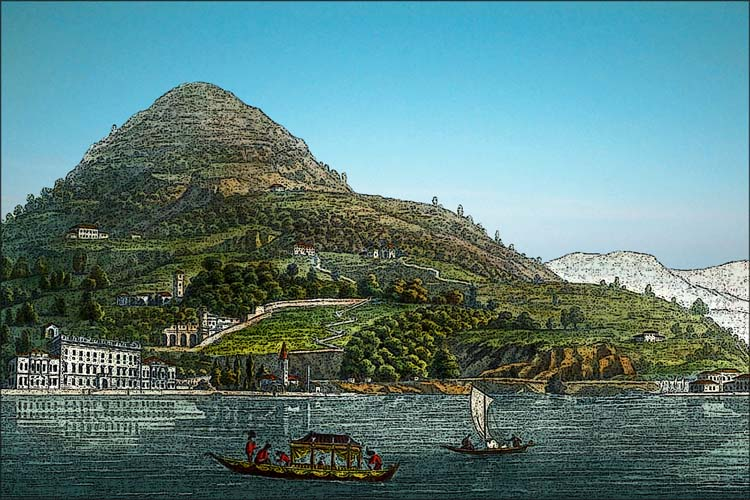
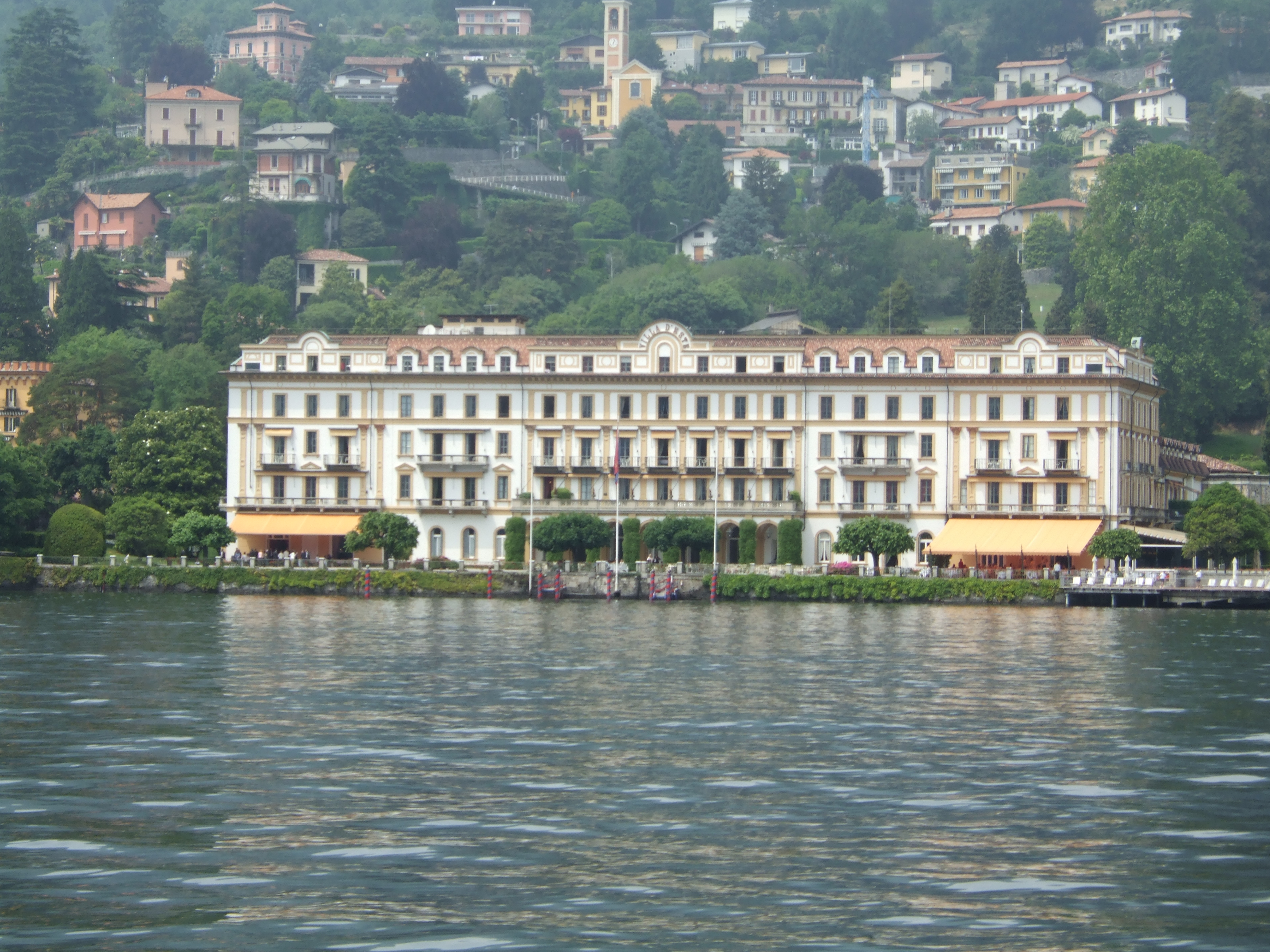

Le palais est construit en 1568, par l'architecte et artiste peintre Pellegrino Tibaldi, à la place du couvent, à titre de résidence de villégiature pour le cardinal de Côme Tolomeo Gallio. Le palais est baptisé villa del Garovo en rapport avec la rivière Garnovo du parc attenant. Il y reçoit de nombreux invités mondains du monde politique, aristocratique, intellectuel, et religieux...
Le jardin à l'italienne historique luxuriant de 25 hectares est décoré de mosaïque du XVIe siècle, statues, bassins, nymphée... Il est composé entre autres de platanes centenaires de 500 ans, chênes, châtaigniers, troènes, palmiers, oliviers odorants, cyprès, pins, bambous, azalées, camélias, lauriers roses, rhododendrons, hortensias, rosiers, jasmin, magnolia, glycines ...
Le palais est vendu par les descendants héritiers du cardinal, à de nombreux propriétaires aristocrates successifs dont le comte Mario Odescalchi, le comte Marliani en 1778, le marquis Bartolomeo Calderara en 1784, le comte et général napoléonien Domenico Pino ...
En 1815, le palais devient la propriété de Caroline de Brunswick (reine consort britannique et de Hanovre par son mariage en 1795 avec le roi George IV du Royaume-Uni). La villa  est alors rebaptisée villa d'Este, en hommage aux origines supposées de la reine avec la célèbre Maison d'Este et en rapport avec le prestige de la villa d'Este de Tivoli près de Rome.
En 1873, le palais est transformé en palace jusqu'à ce jour, avec tout son grand luxe historique d'origine. Le palace organise tous les ans entre autres :
- le formum Ambrosetti : sommet international politique, économique, financier, social, scientifique, industriel...
- le très prestigieux concours d'élégance Villa d'Este fin mai, conjointement avec la villa Erba voisine...

En 1925, Alfred Hitchcock y tourne son film Le Jardin du plaisir.

## Caractéristiques
- 152 chambres personnalisées, dont 14 suites style XVIIIe siècle avec vue sur lac, et 2 villas Cima et Malakoff
- 3 piscines chauffées, 8 courts de tennis, squash, gymnastique, sauna, hammam, bateau de plaisance, ski nautique, canoë, voile, simulateur de golf, centre de beauté...
- 1 parc / jardin à l'italienne historique de 25 hectares.
- Plusieurs restaurants et bars